# Nareul saranghan spy
Nareul saranghan spy (나를 사랑한 스파이?), noto anche con il titolo internazionale The Spies Who Loved Me, è un drama coreano trasmesso su MBC TV dal 21 ottobre al 17 dicembre 2020.

## Trama
Dopo il divorzio, Ah-reum si è risposata con l'affascinante Derek. Tuttavia, per uno strano scherzo del destino, entrambi gli uomini della sua vita le hanno in pratica raccontato solo bugie: il suo primo marito, Ji-hoon, è infatti un agente dell'Interpol sotto copertura, mentre Derek una spia. Il ritorno di Ji-hoon nella vita della donna porterà inevitabilmente a svelare tali segreti.